# Сокьяпан
Сокья́пан (исп. Zoquiapan) — муниципалитет в Мексике, входит в штат Пуэбла. Расположен в северной части штата.
Административный центр — населённый пункт Сокьяпан (1012 жителей, 2010 г.).
70 % населения говорит на языке накуату.